# Olite
Olite – miasto w Hiszpanii, we wspólnocie autonomicznej Nawarra.
W mieście jest stacja kolejowa Olite.

## Historia
- I wiek p.n.e. – założenie miasta przez Rzymian
- 1147 – Garcia IV Odnowiciel przenosi dwór królewski do Olite, gwałtowny rozwój miasta
- 1407 – z obszarów merindadów Sangüesa, Ribera i Estella został utworzony merindad de Olite z siedzibą w Olite[2]

## Zabytki

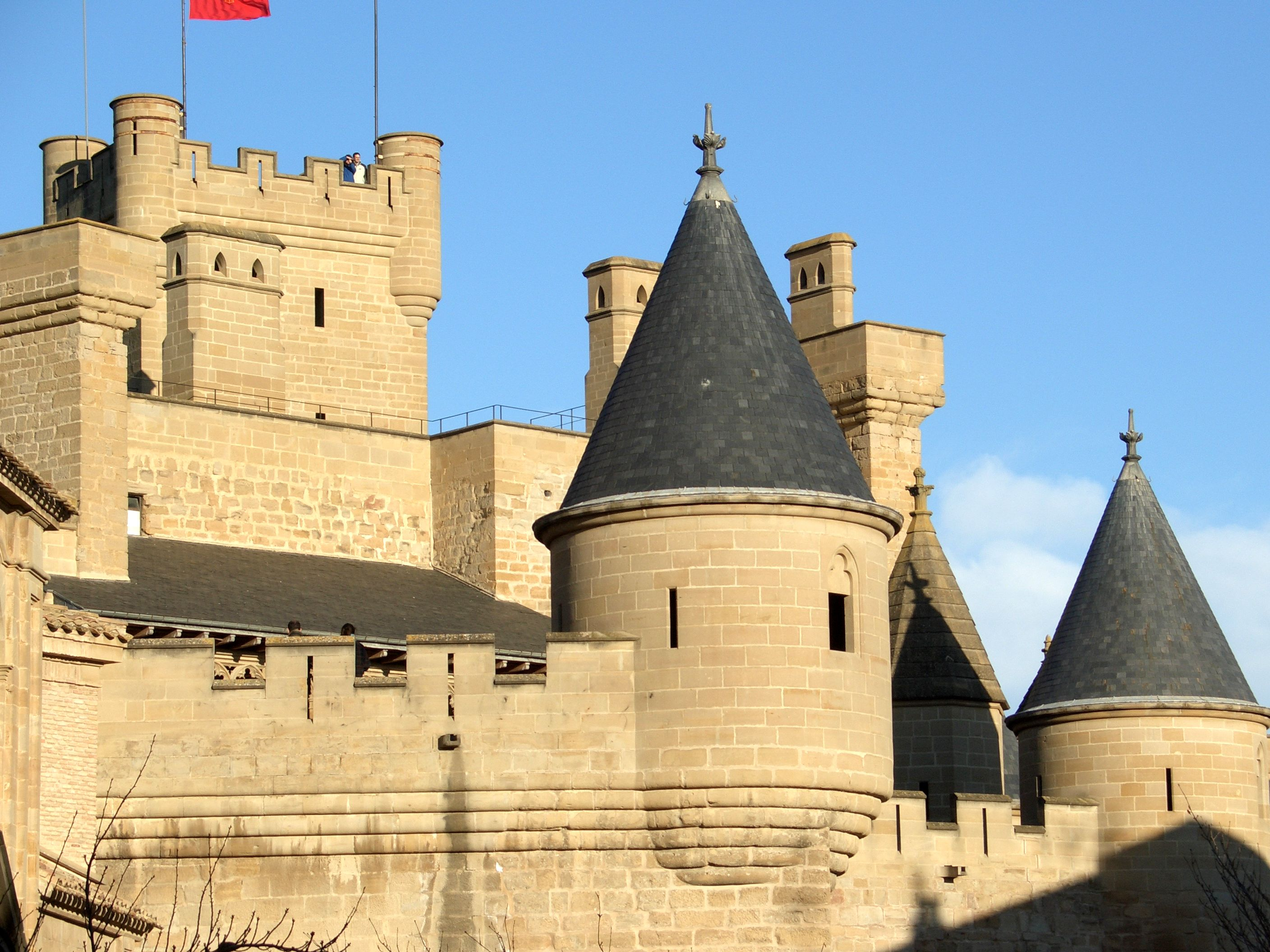
Pałac królewski

- Pałac królewski (hiszp. Palacio Real de Olite) zbudowany na zlecenie Karola III Szlachetnego króla Nawarry w latach 1406 – 1414 w stylu gotyckim dekorowanym w stylu mudéjar. Spalony w XIX wieku, został odrestaurowany w 1937 roku. Aktualnie w części zamku urządzono parador;
- XIII wieczny klasztor Las Clarisas;
- kościół Santa Maria la Real zbudowany w XIII wieku z bogato rzeźbionym gotyckim portalem z XIV wieku.